# 森特鎮區 (密蘇里州羅爾斯縣)
森特鎮區（英語：Center Township）是位於美國密蘇里州羅爾斯縣的一個行政鎮區。

## 地方資料
森特鎮區的面積為126.31平方千米，當中陸地面積為124.91平方千米，而水域面積為1.40平方千米。根據2020年美國人口普查的數據，當地共有人口986人，而人口密度為每平方千米7.81人。